# Егоров, Анатолий Васильевич
Анатолий Васильевич Егоров (1907 — 1986, Москва) — советский фотограф и журналист, фронтовой корреспондент, мастер фотоискусства.

## Биография
Родился в 1907 году в Москве в семье служащего и певчей церковного хора. В 1914 поступает учиться в промгимназию. В 1919 году спасаясь от голода, с матерью и братом уезжает в Симбирскую губернию. Семья возвращается в Москву в 1921. По словам самого А. Егорова фотографировать начал случайно. С 1925 года работал заведующим лыжной станцией «Турист» в Подмосковье. Место было живописным. Тогда же купил простенький фотоаппарат и стал снимать пейзажи.
С 1927 работает внештатным фоторепортером в небольших газетах, издаваемых ВЦСПС, затем в журналах «Московская кооперация», «Активист-кооператор» и «За новый быт». В эти годы сконструировал фотоувеличитель, позволявший печатать с мокрой пленки.
В 1929 году известный фотожурналист Дмитрий Дебабов устраивает молодого фотолюбителя в редакцию газеты «Рабочая Москва» (ныне «Московская правда»). В начале 30-х годов он был знаком со вторым секретарём МГК ВКП(б) Н.С. Хрущевым. Благодаря этому знакомству, в ноябре 1933 г. Егоров стал единственным фотосвидетелем запуска в Москве первой троллейбусной линии.
В первый же день начала войны, 22 июня 1941 г., Анатолий Егоров написал заявление о вступлении добровольцем в Красную Армию, 23-го был зачислен в штат газеты "Во славу Родины" Южного фронта и отправился на передовую, в район румынской границы. Вместе с ним в в штате редакции трудились Сергей Михалков  Александр Левада, Борис Горбатов и другие известные военные корреспонденты. «Мне повезло, – впоследствии вспоминал С. Михалков, – в первые месяцы войны я работал в крепком, дружном коллективе газеты Южного фронта «Во славу Родины»... Нам, писателям и поэтам, стала привычной дисциплина, стал необходим чудесный ритм работы военных журналистов. Спасибо им». В том числе в газете служил и автор знаменитого на весь мир снимка о детях войны, Борис Ярославцев . Эта фотография была сделана 29 июня 1941 г. в Кишиневе, когда они были на задании.
Вместе с Егоровым в политотделе Южного фронта служили Илья Френкель и Модест Табачников, авторы знаменитой песни "Давай закурим, товарищ, по одной", первыми слушателями которой стали их сослуживцы, в том числе и фотокорреспондент. А еще один сослуживец, Владимир Соломонович Поляков, был руководителем театра миниатюр Южного фронта "Веселый десант". Впоследствии, автор сценария знаменитого фильма "Карнавальная ночь" и юморесок Аркадия Райкина. А руководил всем этим творческим коллективом заместитель начальника политуправления Южного фронта Л.И.Брежнев.
Там, на Южном фронте, наступление у фашистов не ладилось, и советские войска не только удерживали свои позиции, но даже пытались наступать. Через несколько дней после прибытия в действующую армию Анатолию Васильевичу довелось фотографировать нашу первую успешную контратаку.
Когда части Красной Армии под напором вражеских атак все-таки отступили от границы, Анатолия Егорова направили в Одессу. Он оказался чуть ли не единственным корреспондентом, остававшимся в этом городе с начала и почти до конца его героической обороны. Фотокор был частым гостем на передовой, участвовал в рейдах наших бронепоездов, а однажды напросился в матросский десант… Целью той вылазки было уничтожение немецких дальнобойных пушек, обстреливавших город. Одно из этих орудий наши моряки даже умудрились увезти в качестве трофея.
Именно под Одессой Анатолию Егорову повезло обзавестись надежной техникой для работы. Конечно, отправляясь в действующую армию, он имел «на вооружении» казённый советский «ФЭД». Однако через несколько дней, проведённых в окопах на передовой — среди пыли и грязи, — этот аппарат окончательно скис. Уже на подступах к Одессе кто-то из командиров помог «безоружному» фотокорреспонденту: «Когда ходили в контратаку, я видел на ничейной полосе убитого фашистского офицера, а у него на ремешке через плечо — фотоаппарат…» Пришлось Анатолию Васильевичу ночью ползать по нейтралке и искать труп этого гитлеровца. Нашёл, и фотокамеру — знаменитую немецкую «Лейку», — с него забрал. С этой трофейной «машиной» Егоров прошёл всю войну. В середине мая 1942 г. фотокор Егоров был вновь командирован на южное направление, где войска Южного и Юго-Западного фронтов пытались освободить от немцев Харьков. Увы, первая Харьковская операция кончилась сокрушительным поражением, свидетелем которого и стал Анатолий Васильевич. Егоров был единственным фотокором, который запечатлел на плёнке события того нашего катастрофического наступления. Снятые им весной 1942-го под Харьковом кадры потом не раз публиковали, но без каких-либо пояснений: «Контрудар Красной Армии на Южном фронте».
Из-под Харькова — к Сталинграду. Анатолий Васильевич был в этом городе 22 августа 1942 г., когда фашистская авиация совершила первый массированный налёт. А позднее, уже на исходе сталинградской эпопеи, Егоров несколько дней провел с танкистами из армии генерала Ротмистрова, которые сражались с механизированными дивизиями Майнштейна, пытавшимися прорваться к городу. Он сумел отщелкать самый первый «Тигр», который удалось подбить здесь нашим бойцам.
Егоров оказался одним из немногих, кто смог запечатлеть на фото пленение Паулюса — как тот выходит вместе со своим штабом и адъютантами из подвала. А потом Егорову разрешили снять и самый первый допрос фельдмаршала. Командующий фронтом приказал плёнку с этими кадрами срочно отправить специальным самолётом в Москву. Однако, когда через несколько дней в Сталинград привезли экземпляры номеров центральных газет, Анатолий Васильевич не обнаружил своих фотографий. Позднее выяснилось, что с паулюсовской плёнкой произошло несчастье: редакционная лаборантка опустила её в проявитель и — как назло! — задремала. В итоге уникальные кадры перепроявились и стали такими чёрными, что их нельзя было использовать для тиражирования.
Приказом ВС 2-го Украинского фронта фотокорреспондент «Красноармейской иллюстрированной газеты» ГлавПУ РККА капитан а\с Егоров награждён орденом Отечественной войны 2-й степени за то.что первым дал в газету снимки взятия Белгорода, Харькова, Полтавы, Кременчуга, Черкасс, делал фотографии Корсунь-Шевченковского окружения, фотографировал Яссы, Бухарест, болгарскую границу.
Закончил войну на Дальнем Востоке, снимал Парад Победы над милитаристской Японией. Приказом ВС Забайкальского фронта №: 42/н от: 03.10.1945 года корреспондент «Красноармейской иллюстрированной газеты» ГлавПУ РККА капитан административной службы Егоров награждён орденом Красной Звезды за участие в десантных операциях в Мукдене, Дальнем, Порт-Артуре и участие в разоружении японских солдат и офицеров.
В послевоенные годы работал в газете «Красная звезда», «Известиях», «Советской России».

## Награды
- Орден Красной Звезды[14]
- Орден Отечественной войны II степени[14]
- Медаль «За оборону Одессы»[14]
- Медаль «За оборону Сталинграда»[14]
- Медаль «За победу над Германией в Великой Отечественной войне 1941—1945 гг.»[14]
- Медаль «За боевые заслуги»[14]
- Медаль «За взятие Будапешта»[14]
- Медаль «За взятие Берлина»[14]
- Медаль «За освобождение Праги»[14]
- Медаль «За победу над Японией»[14]

## Книги с участием работ Анатолия Егорова
- «Антология Советской фотографии, 1941—1945». — М.: Планета, 1987

## Публикации
- Павел Трояновский. «Главное, что б в номер». Журнал «Советско фото». #9 1982. Стр. 22 — 26.